# Hornoy-le-Bourg
Hornoy-le-Bourg és un municipi francès situat al departament del Somme i a la regió dels Alts de França. L'any 2007 tenia 1.663 habitants.

## Demografia

### Població

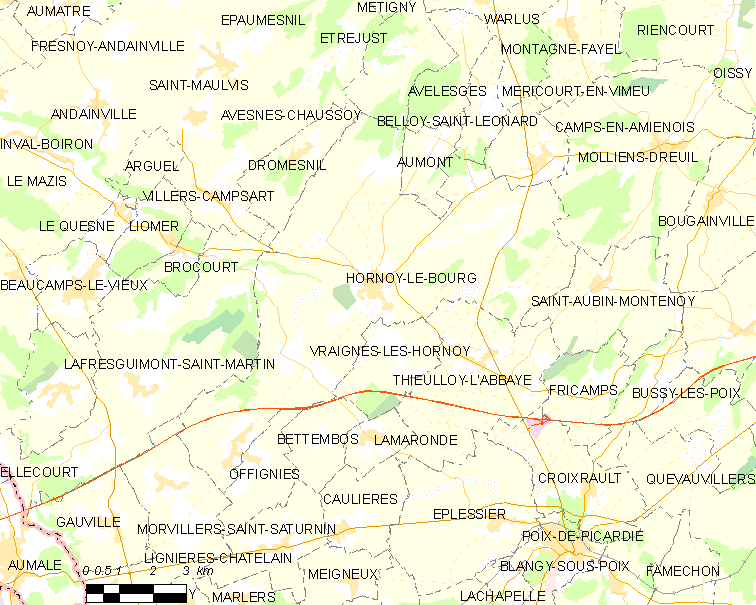
mapa del municipi

El 2007 la població de fet de Hornoy-le-Bourg era de 1.663 persones. Hi havia 613 famílies de les quals 140 eren unipersonals (32 homes vivint sols i 108 dones vivint soles), 208 parelles sense fills, 225 parelles amb fills i 40 famílies monoparentals amb fills.
La població ha evolucionat segons el següent gràfic:
Habitants censats

### Habitatges
El 2007 hi havia 732 habitatges, 627 eren l'habitatge principal de la família, 77 eren segones residències i 28 estaven desocupats. 718 eren cases i 12 eren apartaments. Dels 627 habitatges principals, 485 estaven ocupats pels seus propietaris, 113 estaven llogats i ocupats pels llogaters i 29 estaven cedits a títol gratuït; 5 tenien una cambra, 20 en tenien dues, 96 en tenien tres, 161 en tenien quatre i 345 en tenien cinc o més. 434 habitatges disposaven pel capbaix d'una plaça de pàrquing. A 306 habitatges hi havia un automòbil i a 253 n'hi havia dos o més.

### Piràmide de població

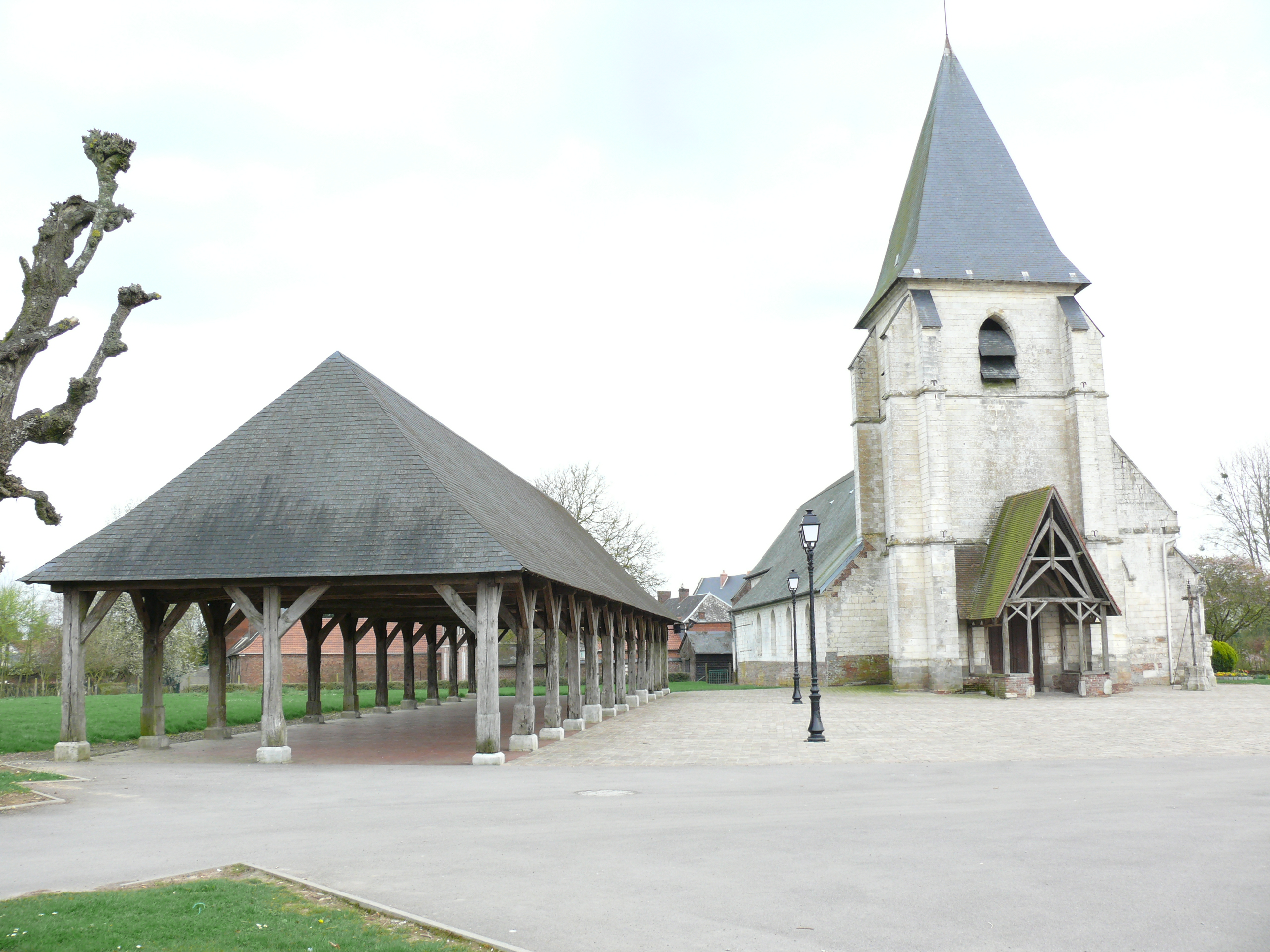

La piràmide de població per edats i sexe el 2009 era:
| Homes | Edats   | Dones |
| ----- | ------- | ----- |
| 0     | 95 o +  | 4     |
| 0     | 90 a 94 | 4     |
| 24    | 85 a 89 | 24    |
| 12    | 80 a 84 | 20    |
| 44    | 75 a 79 | 60    |
| 24    | 70 a 74 | 44    |
| 44    | 65 a 69 | 40    |
| 32    | 60 a 64 | 36    |
| 36    | 55 a 59 | 24    |
| 36    | 50 a 54 | 32    |
| 48    | 45 a 49 | 76    |
| 52    | 40 a 44 | 28    |
| 40    | 35 a 39 | 56    |
| 48    | 30 a 34 | 76    |
| 56    | 25 a 29 | 36    |
| 52    | 20 a 24 | 52    |
| 48    | 15 a 19 | 40    |
| 44    | 10 a 14 | 28    |
| 44    | 5 a 9   | 52    |
| 40    | 0 a 4   | 40    |

## Economia

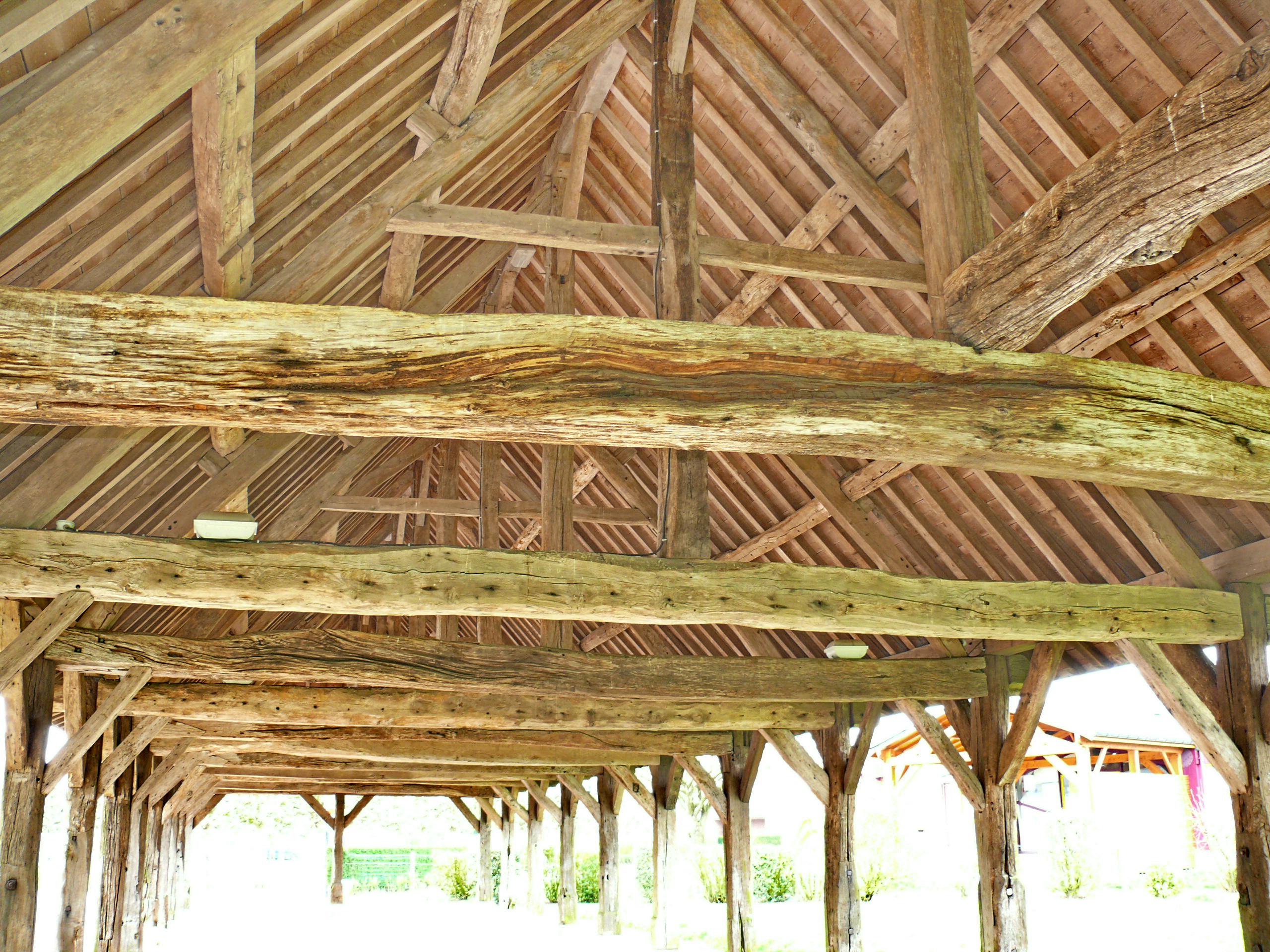

El 2007 la població en edat de treballar era de 1.012 persones, 684 eren actives i 328 eren inactives. De les 684 persones actives 629 estaven ocupades (332 homes i 297 dones) i 55 estaven aturades (33 homes i 22 dones). De les 328 persones inactives 119 estaven jubilades, 74 estaven estudiant i 135 estaven classificades com a «altres inactius».

### Ingressos
El 2009 a Hornoy-le-Bourg hi havia 636 unitats fiscals que integraven 1.579,5 persones, la mediana anual d'ingressos fiscals per persona era de 17.094 €.

### Activitats econòmiques
Dels 55 establiments que hi havia el 2007, 2 eren d'empreses extractives, 1 d'una empresa alimentària, 1 d'una empresa de fabricació d'elements pel transport, 2 d'empreses de fabricació d'altres productes industrials, 6 d'empreses de construcció, 10 d'empreses de comerç i reparació d'automòbils, 4 d'empreses de transport, 2 d'empreses d'hostatgeria i restauració, 3 d'empreses financeres, 1 d'una empresa immobiliària, 8 d'empreses de serveis, 7 d'entitats de l'administració pública i 8 d'empreses classificades com a «altres activitats de serveis».
Dels 24 establiments de servei als particulars que hi havia el 2009, 1 era una oficina d'administració d'Hisenda pública, 1 gendarmeria, 1 oficina de correu, 2 oficines bancàries, 1 funerària, 5 tallers de reparació d'automòbils i de material agrícola, 1 autoescola, 2 paletes, 2 fusteries, 1 lampisteria, 1 empresa de construcció, 3 perruqueries, 2 veterinaris i 1 restaurant.
Dels 3 establiments comercials que hi havia el 2009, 1 era una botiga de més de 120 m², 1 una botiga de menys de 120 m² i 1 una fleca.
L'any 2000 a Hornoy-le-Bourg hi havia 60 explotacions agrícoles que ocupaven un total de 4.830 hectàrees.

## Equipaments sanitaris i escolars
El 2009 hi havia 1 farmàcia i 1 ambulància.
El 2009 hi havia una escola elemental.

## Poblacions més properes
El següent diagrama mostra les poblacions més properes.